# Sabri Ben Messaoud
 (février 2021).
Si vous disposez d'ouvrages ou d'articles de référence ou si vous connaissez des sites web de qualité traitant du thème abordé ici, merci de compléter l'article en donnant les références utiles à sa vérifiabilité et en les liant à la section « Notes et références ».
Sabri Ben Messaoud, né le 9 juin 1988[réf. nécessaire], est un handballeur tunisien évoluant au poste de gardien de but pour le Club africain.

## Carrière
- Club africain (Tunisie)

## Palmarès
- Vainqueur de la coupe de Tunisie : 2011[réf. nécessaire]